# Oonopinus aurantiacus
Oonopinus aurantiacus là một loài nhện trong họ Oonopidae.
Loài này thuộc chi Oonopinus. Oonopinus aurantiacus được Eugène Simon miêu tả năm 1893.